# Željko Komšić

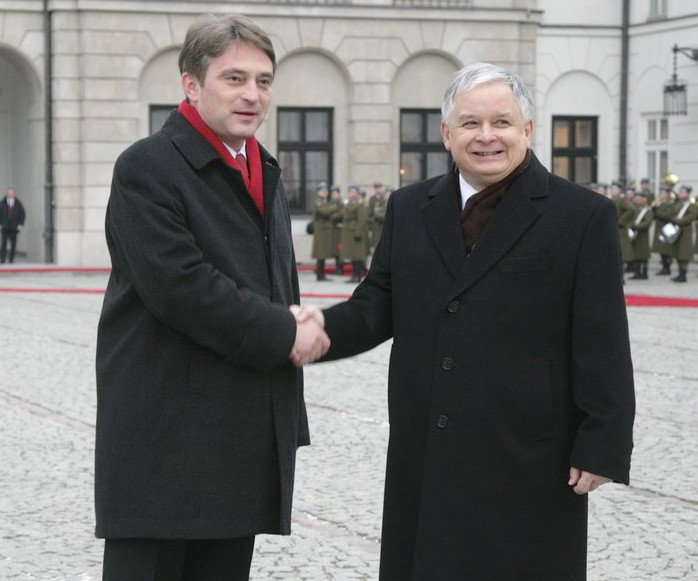
Željko Komšić (vlevo) a Lech Kaczynski

Željko Komšić (* 20. ledna 1964) je politikem v Bosně a Hercegovině. 1. října 2006 byl zvolen jako zástupce Chorvatů na čtyřleté období do Předsednictva Bosny a Hercegoviny. 3. října 2010 byl zvolen do této funkce znovu.
Studoval na univerzitě v Sarajevu a později na Diplomatické škole Edmunda A. Walshe při Georgetown University ve Washingtonu. V průběhu bosenské války sloužil Komšić v Armádě Republiky Bosna a Hercegovina a obdržel Zlatou lilii – nejvyšší vojenské vyznamenání udělované bosenskou vládou. Po válce vstoupil do politiky jako primátor Sarajeva, poté pracoval jako velvyslanec Bosny a Hercegoviny ve Svazové republice Jugoslávii a dvakrát jako starosta městské části Novo Sarajevo.
Profesí je právník, je předsedou strany Demokratska fronta.

## Život
Komšić se narodil v Sarajevu bosenskochorvatskému otci Marko Komšićovi a bosenskosrbské matce Danice Stanić (1941 – 1. srpna 1992). Jeho matka byla zabita odstřelovačem Armády Republiky srbské, když pila kávu ve svém bytě během obléhání Sarajeva. Podle mnohých byla tato událost jeho zlomovým bodem, protože v té době se přidal k armádě Republiky Bosna a Hercegovina. Komšić si vysloužil Řád zlaté lilie, což byl v té době nejvyšší státní řád udělovaný za vojenské zásluhy. Jeho dědeček z matčiny strany Marijan Stanić, který byl za druhé světové války četnik a zemřel dva roky před narozením Komšiće. Rodina Stanićových pocházela z vesnice Kostajnica nedaleko Doboje. Komšićova rodina z otcovy strany pochází z Kiseljaku. Jeho strýc z otcovy strany byl ustašovec, který během druhé světové války zmizel. Komšić byl pokřtěn jako katolík, stejně jako jeho otec. Jako náboženský skeptik však katolickou církev opustil a sám se popisuje jako agnostik.